# Carl von Essen (jurist)
Carl Johan von Essen af Zellie (den äldre) (i riksdagen kallad von Essen af Zellie i Änge), född 24 oktober 1874 i Kristianstad, död 11 juni 1935 i Brunflo församling, var en svensk godsägare, häradshövding och politiker (liberal).
Carl von Essen, som var son till överstelöjtnant Reinhold von Essen, blev juris utriusque kandidat vid Lunds universitet 1898 och gjorde därefter karriär i domstols- och förvaltningsväsendet. Åren 1931-1935 var han häradshövding i Jämtlands västra domsaga. Han var kommunalstämmans ordförande i Brunflo från 1905.
Han var riksdagsledamot i första kammaren 1918–1919 för Jämtlands läns valkrets och tillhörde Frisinnade landsföreningens partigrupp Liberala samlingspartiet. I riksdagen var han bland annat suppleant i andra lagutskottet 1919. Han engagerade sig i olika frågor rörande Norrlandsbefolkningens situation, till exempel när det gällde priset på brödsäd.
Carl von Essen är begravd på Brunflo kyrkogård.